# 그로울링
그로울링(영어: growling)은 동물이 짖는 행동을 말한다. 또 다른 뜻으로는 낮은 톤으로 짐승의 으르렁 거리는 소리를 내는 창법이다. 다른 말로는 포효주법이라 불린다 주로 헤비 메탈, 데스 메탈 등에서 사용되는데 곡의 파워, 잔학성등을 표현하기 위해 많이 이용된다.

## 이론
스크리밍과 그 이론적 측면에서 비슷하다 가성을 사용한다 이때의 가성은 숨을 내쉬는 소리를 의미한다.

## 같이 보기
- 스크리밍
- 외침
- 유성 후두개 마찰음